# ريمينا يوشيموتو
ريمينا يوشيموتو (ولدت في 1 أغسطس 2000) هي لاعبة مصارعة حرة يابانية. فازت بالميدالية الذهبية في حدث وزن 50 كجم للسيدات في بطولة العالم للمصارعة 2021 التي أقيمت في أوسلو، النرويج.

## نشأتها
فازت يوشيموتو منذ المدرسة الابتدائية، بعدة بطولات مصارعة وطنية. في عامها الثاني في مدرسة سايتاما ساكاي الإعدادية، فازت بكأس اللجنة الأولمبية اليابانية لقسم الناشئين في فئة 38 كجم. في عامها الثالث، فازت بكأس الملكة للناشئين في فئة 40 كجم والبطولة الوطنية للمدارس الإعدادية في فئة 44 كجم. في عامها الثاني في مدرسة سايتاما ساكاي الثانوية، فازت بكأس الملكة للناشئين وكأس اللجنة الأولمبية اليابانية لقسم الناشئين وبطولة المدارس الثانوية في فئة 46 كجم. كما فازت في بطولة العالم للناشئين. في عامها الثالث، انتقلت إلى فئة 50 كجم وفازت ببطولة المدارس الثانوية للعام الثاني على التوالي. في عام 2019 التحقت بجامعة شيغاكان، حيث فازت في بطولة آسيا للناشئين وبطولة الألعاب اليابانية للطلاب في عامها الأول. حصلت على المركز الثالث في بطولة طوكيو الأولمبية للاختبار. وفازت أيضًا ببطولة الألعاب اليابانية. في عامها الثالث، فازت في بطولة الألعاب اليابانية للاختيار. 

## مسيرتها الرياضية
في بطولة العالم هزمت الحائزة على الميدالية البرونزية في دورة الألعاب الأولمبية الصيفية 2020 المصارعة سارة هيلدبراند من الولايات المتحدة بنتيجة 5-3 في النهائي.  فازت في بطولة الألعاب اليابانية للعام الثاني على التوالي، في عامها الرابع، فازت في بطولة آسيا. في بطولة الألعاب اليابانية للاختيار، خسرت 2-4 أمام بطلة الأولمبية يوي سوساكي في النهائي ، وخسرت أيضًا 0-8 أمام سوساكي في مباراة فاصلة، وخسرت فرصة تمثيل بطولة العالم، خسرت أيضًا 0-8 أمام سوساكي في نهائي بطولة الألعاب اليابانية، وحصلت على المركز الثاني.
فازت ريمينا يوشيموتو بالميدالية الذهبية في منافساتها ضمن بطولة آسيا للمصارعة 2022 التي أقيمت في أولان باتور، منغوليا. في دورة الألعاب الآسيوية فازت بالنهائي بفوزها على كيم سون نيانغ من كوريا الشمالية بنتيجة 5-4. أعطى الحكم كيم بطاقة صفراء عندما لم تكن راضية عن النتيجة وكانت مترددة في الاصطفاف. في بطولة الألعاب اليابانية في ديسمبر فازت بالنهائي بفوزها على كاي إيتو، وهي طالبة في السنة الثالثة في جامعة واسيدا. في بطولة الألعاب اليابانية 2024، فازت بالنهائي بفوزها على إيتو، في بطولة اليابان فازت بالمباراة النهائية بعد هزيمة إيتو. وبعد مرور عام، فازت يوشيموتو بالميدالية الذهبية في منافساتها في بطولة آسيا للمصارعة 2023 التي أقيمت في أستانا، كازاخستان. فازت بالميدالية الذهبية في مسابقة وزن 50 كجم سيدات في دورة الألعاب الآسيوية 2022 التي أقيمت في هانغتشو، الصين. تمكنت من التغلب على كيم سون هيانغ من كوريا الشمالية في مباراة الميدالية الذهبية.